# Direma Banasso
Direma Banasso (sinh ngày 29 tháng 11 năm 1985) là một vận động viên chạy bộ cự ly trung bình người Togo. Cô đã thi đấu ở nội dung 800 mét nữ tại Thế vận hội Mùa hè 2000.